# Ari Gold (cantante)
Ari Gold (New York, 11 febbraio 1974 – 14 febbraio 2021) è stato un cantautore statunitense.
Nato a New York, precisamente nel Bronx, da una famiglia ebraica ortodossa (un'origine che non ha mai rinnegato, ma che anzi ha sempre dichiarato con orgoglio), fin da adolescente fa di tutto per emergere, forte della sua splendida e calda voce e di un aspetto fisico notevole (è stato fra l'altro anche fotomodello).

## Carriera
Ari Gold ha iniziato a cantare molto giovane, come ricorda lui stesso con una certa ironia, alle celebrazioni delle bar mitzvah, passando poi a incidere dischi di canzoncine per bambini (uno dei quali ha conquistato un disco di platino), e successivamente al doppiaggio di film per bambini, ai jingles commerciali (oltre 400), e infine al ruolo di corista per cantanti affermati come Diana Ross.
Con questa "gavetta" alle spalle, grazie alla quale ha una voce insolitamente impostata e intonata per il mondo "indie", nel 2000 il cantante pubblica il primo album, Ari Gold, che contiene il singolo "Wave of you" per cui viene anche girato un videoclip (visionabile sul suo sito ). Il video, che contiene un omaggio al fotografo gay Herb Ritts, ha un contenuto esplicitamente gay. Nello stesso anno impersona Cliff Rafferty nel film Groove diretto da Greg Harrison.
L'ascesa vera e propria inizia comunque nel 2003-2004, quando Ari Gold collabora a un singolo del duo Dj Luck & Mc Neat, "I'm all about you", che trasmesso continuamente su MTV non fa che accrescere la sua notorietà. Ciò gli consente di uscire dalla nicchia in cui spesso sono confinate molte produzioni indipendenti, e nel 2004 pubblica il secondo album, il notevole Space under Sun, che lo consacra finalmente presso una larga fetta di pubblico.
L'album contiene tra l'altro nuovamente "Wave of you", divenuta in pratica il suo "cavallo di battaglia", e una cover di "Do you really want to hurt me" di Boy George.
Nel frattempo, mentre si dedicava alla musica, Ari Gold ha anche puntato molto sulla propria immagine: forte della sua personalità e del suo aspetto fisico è stato molto fotografato, cosa che certo ha contribuito a farlo conoscere. 
La casa editrice Bruno Gmünder gli ha dedicato nel 2005 un libro fotografico che, antologizzando le sue immagini, ne ripercorre la carriera.
Contemporaneamente Ari Gold pubblica una raccolta di remix di suoi brani, "The Remixes", che viene inclusa tra l'altro all'interno del libro fotografico come "bonus".
Al 2007 risale il suo ultimo album, Transport Systems, che sembra confermare definitivamente una certa continuità stilistica personale, per quanto dotato comunque di caratteristiche proprie.

## L'opera
Ciò che emerge chiaramente da questo lavoro è il fatto che l'artista ha ormai maturato uno stile personale, con un sound ibrido che mescola e riecheggia suoni anni '80, r&b, space pop e soul, il tutto molto congeniale a una voce calda e sensuale.
Anche dal punto di vista dei contenuti Ari Gold si presenta sulla scena musicale come personalità estremamente interessante: gay dichiarato, non si è mai fatto problemi a esprimere se stesso con tutta sincerità nelle sue canzoni. Negli Stati Uniti le produzioni gay indipendenti conoscono da qualche tempo una buona fioritura, tanto che ne è nata una classifica, la Gay Top 40, che include artisti gay o gay-friendly; il primo album di Ari Gold vinse nel 2000 il premio "Outmusic.net", connesso a tale classifica, per la migliore opera prima di un cantante gay debuttante.
Ari Gold è una delle punte più valide di tale realtà , insieme a Josh Zuckerman e altri.  Lo contraddistingue infatti non solo l'indubbio coraggio, ma anche il buon valore intrinseco della sua opera.

## Discografia (selezione)
- Ari Gold, 2000 (album). Contiene i brani:
  - Should I Get Over You
  - See Through Me
  - Wave Of You
  - Write Me A Love Song
  - Things I Need To Hear
  - Don't Come For Me
  - So Many Things
  - Just a Little Love
  - Home
  - Give Me All Your Love
- I'm all about you, 2003 (singolo - collaborazione con Dj Luck & Mc Neat)
- Space Under Sun, 2004 (album). Contiene i brani:
  - Space under sun
  - Funk that ship
  - Fan-tastic
  - More than enough
  - Intimate
  - Caught
  - Bashert (Meant to be)
  - He's on my team (con Kendra Ross)
  - Do you really want 2 hurt me
  - Wave of you
  - Back to me
  - Re:Union
  - Love will take over
  - Bonus track: Wave of you (Twisted Dee's Undertow Mix)
- The Remixes, 2005 (raccolta di brani già editi e remixati). Contiene i brani:
  - Love Will Take Over (JKriv's Love Lounge Radio Mix)
  - Wave Of You (Twisted Dee's Undertow Mix 05)
  - Bashert (Meant To Be) (Genny Random RMX)
  - Love Will Take Over (Solar City 12" Anthem)
  - He's on My Team (Scotty K.Funked Up House Mix) (featuring Kendra Ross)
  - Funk That Ship (2fabu Funky Mix)
  - Love Will Take Over (Seven Sun Trance Mix)
  - Love Will Take Over (Mad M@!& Rhythm DB Deep Club Remix)
- Transport Systems, 2007 (album). Contiene i brani:
  - Overture (Feels like gold)
  - Transport Me
  - Ride to heaven
  - Where the music takes you
  - Play it back
  - Mr. Mistress
  - Love movement I
  - Human
  - Good relationship (That's what it is)
  - Feeding the fire
  - Love movement II (You better preach!)
  - Soul killer
  - I can forgive you
  - Love wasn't built in a day
  - Bonus track: Love reprise
- Between the Spirit & the Flesh, 2011 (album).
- Play My F**kn Remix, 2013 (album).
- Soundtrack to Freedom, 2015 (album).

## Filmografia

### Attore
- Latin Boys Go to Hell, regia di Ela Troyano (1997)

## Curiosità
- La riproduzione di un manifesto raffigurante Ari Gold compare in un disegno di Joe Phillips.
- Una canzone di Ari Gold costituisce la musica di background in una delle scene ambientate nella piscina gay nel film Shortbus.
- Quando aveva dodici anni, Ari Gold ha doppiato una bambina vietnamita di 8 anni nel cartone animato Jem, interpretando la canzone "A Father Should Be".